# Voyage to the Planet of Prehistoric Women
Voyage to the Planet of Prehistoric Women è un film del 1968 diretto da Peter Bogdanovich con lo pseudonimo di Derek Thomas come riadattamento di un film di Pavel Klushancev.
È uno dei due film che furono adattati dal film di fantascienza sovietico I sette navigatori dello spazio (Planeta Bur) del 1962, per conto del produttore Roger Corman. Il film originale fu sceneggiato da Aleksandr Kazancev dal proprio romanzo e diretto da Pavel Klushancev; l'adattamento fu realizzato da Peter Bogdanovich, che scelse di non venire accreditato nella pellicola distribuita col proprio nome, e includeva delle scene principali girate negli Stati Uniti e interpretate da Mamie Van Doren. Il film ebbe quantomeno una distribuzione limitata negli Stati Uniti dalla American-International Pictures Inc., ma è meglio noto grazie alla sua successiva distribuzione nelle tv via cavo e nel circuito delle vendite per l'home video.

## Trama
Gli astronauti che atterrano su Venere uccidono una creatura che assomiglia a uno pterosauro adorato dalle donne locali. Tentano di uccidere gli astronauti per mezzo dei loro poteri sovrumani, ma falliscono.

## Accoglienza

### Critica
Fantafilm definisce la pellicola "un'avventura inverosimile appena ravvivata dalla presenza di Mamie Van Doren."